# RAF Northolt
RAF Northolt è un aeroporto militare della Royal Air Force britannica situato tra Ruislip e Northolt, nel borgo di Hillingdon di Londra, in Gran Bretagna. L'aeroporto, aperto nel 1915, è il più antico della RAF ancora in operatività. Nella seconda guerra mondiale, durante la battaglia d'Inghilterra, ebbe un ruolo molto importante. Dal 1945 fino alla inaugurazione del terminal centrale dell'aeroporto di Londra-Heathrow, nel 1954, l'aeroporto di Northolt era aperto anche all'aviazione commerciale. Successivamente rimase aperto all'aviazione generale, che in termini di movimenti dagli anni 80 supera quelli militari. Essendo Northolt oggi l'unico aeroporto militare della Grande Londra ed essendo, con la sua pista lunga 1684 metri, particolarmente idoneo ad accogliere gli aerei d'affari, la sua specializzazione risulta essere il trasporto aereo militare, di Stato e l'aviazione generale nel segmento medio-alto. RAF Northolt è sede del No. 32 Squadron, un reparto di volo dotato di alcuni aerei di Stato britannici, e di alcuni altri reparti di supporto ed amministrativi.